# Mot naturen
Mot naturen (ook bekend als Out of Nature) is een Noorse film uit 2014. Deze komedie werd geschreven en geregisseerd door Ole Giæver, die ook de hoofdrol vertolkt. De film ging in première op 6 september tijdens het Internationaal filmfestival van Toronto.

## Verhaal
Martin twijfelt of hij wel de juiste keuzes maakt in het leven en trekt in z'n eentje de natuur in. Daar piekert hij zich suf en vraagt zich af of hij zijn vrouw en kind moet verlaten. Dit gepieker is als voice-over te horen. Tijdens zijn tocht slaapt hij op een nacht met twee jonge vrouwen in een huis.

## Rolverdeling
- Ole Giæver als Martin
- Trond Peter Stamsø Munch als Far
- Marte Magnusdotter Solem als Signe
- Rebekka Nystabakk als Helle
- Sivert Giæver Solem als Karsten

## Productie
De film won de Label Europa Cinemas-prijs op het Internationaal filmfestival van Berlijn 2015. In 2015 werd de film genomineerd voor de Amandaprisen voor beste film en beste scenario op het Internationaal filmfestival van Noorwegen en als Noorse inzending voor de Filmprijs van de Noordse Raad van de Noordse landen.